# Kye Rowles
Kye Francis Rowles (Kiama, Nueva Gales del Sur, 24 de junio de 1998) es un futbolista australiano. Juega de defensa y su equipo es el D. C. United de la Major League Soccer.

## Trayectoria
Comenzó su carrera en el Brisbane Roar, club donde debutó el 26 de febrero de 2017 contra el Ulsan Hyundai en la Liga de Campeones de la AFC.
En junio de 2017 fichó por el Central Coast Mariners, club donde jugó por cinco temporadas.
El 9 de junio de 2022 se unió al Heart of Midlothian de la Scottish Premiership escocesa por tres años. Disputó 122 encuentros, el último de ellos en enero de 2025 antes de incorporarse al D. C. United.

## Selección nacional
Fue internacional por la selección sub-17 de Australia, con la que disputó la Copa Mundial de Fútbol Sub-17 de 2015. También formó parte del plantel que jugó en los Juegos Olímpicos de Tokio 2020.
Debutó con la selección de Australia el 1 de junio de 2022 ante Jordania en un amistoso. En noviembre de ese mismo año fue citado para disputar la Copa Mundial de Fútbol de 2022.

## Clubes
| Club                   | País           | Año           |
| ---------------------- | -------------- | ------------- |
| Brisbane Roar          | Australia      | 2016-2017     |
| Central Coast Mariners | Australia      | 2017-2022     |
| Heart of Midlothian    | Escocia        | 2022-2025     |
| D. C. United           | Estados Unidos | 2025-presente |

## Palmarés

### Títulos internacionales
| Título                      | Equipo                        | Sede    | Año  |
| --------------------------- | ----------------------------- | ------- | ---- |
| Campeonato Sub-19 de la AFF | Selección sub-20 de Australia | Vietnam | 2016 |